# Sumberpucung
Sumberpucung is een bestuurslaag in het regentschap Malang van de provincie Oost-Java, Indonesië. Sumberpucung telt 10.446 inwoners (volkstelling 2010).